# Chunchuna Villafañe
Elba Chunchuna Villafañe (Buenos Aires, 9 de abril de 1934) es una arquitecta, actriz y exmodelo publicitaria argentina con amplia trayectoria. Hizo numerosos personajes en programas de televisión, y en el cine es mayormente recordada por sus papeles en Un guapo del 900 (1971) de Lautaro Murúa, No toquen a la nena (1976) de Juan José Jusid y La historia oficial (1985) de Luis Puenzo, esta última la consolidó como una gran intérprete del cine argentino.

## Biografía

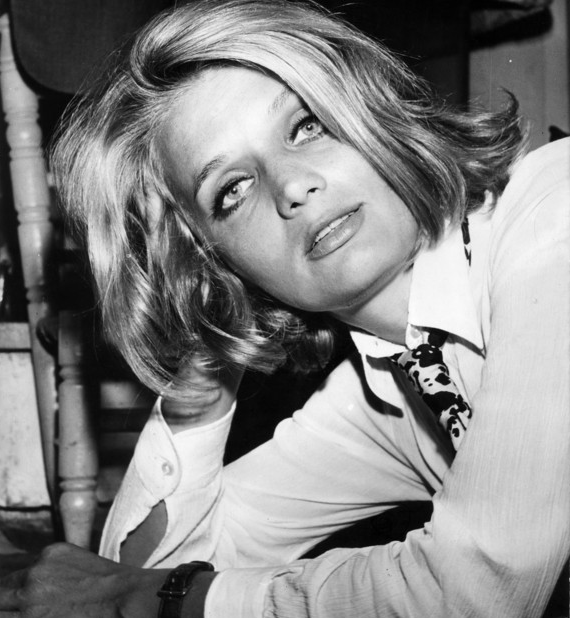
Villafañe en noviembre de 1966.

Su familia paterna es oriunda del norte argentino y en ella se han destacado políticos y artistas. Es bisnieta del político y gobernador de provincia Benjamín Villafañe, su padre César Villafañe fue jinete internacional. Chunchuna es sobrina de la artista Elba Villafañe, una multipremiada dibujante, escultora y pintora argentina, en cuya obra destacan los paisajes de Tilcara, Jujuy, durante las fiestas de carnaval y otras celebraciones tradicionales, así como retratos de su gente, los coyas. La pintora Elba Villafañe fue profesora emérita de la Facultad de Bellas Artes. 
Viajó y vivió con su familia en diversas provincias debido a la profesión de su padre (Militar), cuando se instalaron en Buenos Aires, se educó en el Colegio del Sagrado Corazón y luego realizó sus estudios en la facultad de arquitectura de la Universidad de Buenos Aires. Luego de graduarse, al mismo tiempo que se dedicaba a la arquitectura —debido a que tenía que mantener a su familia sola—, para obtener más ingresos comenzó también a trabajar como modelo, realizando desfiles y publicidades. Ella fue una de las modelos publicitarias más cotizadas de la televisión argentina junto con Claudia Sánchez.
En la década de los setenta, atraída por la temática y el compromiso social participó en las tareas de los carenciados con el Padre Mugica en la Villa 31.El 17 de noviembre de 1972, formó parte —junto a dirigentes políticos, artistas y deportistas— de la tripulación que escoltó a Juan Domingo Perón en su vuelo de regreso a la Argentina, tras diecisiete años de proscripción.
En 1976 con el golpe militar argentino, ella y su pareja, el realizador y político Pino Solanas, fueron amenazados y debieron abandonar el país, comenzando su exilio primero en Madrid, para luego establecerse por varios años en París.
Al regresar a Buenos Aires con el retorno de la democracia se impuso como actriz de reparto —había estudiado con Agustín Alezzo— en la película La historia oficial, de Luis Puenzo, ganadora del Óscar a la mejor película de habla no inglesa en 1986, donde junto a Norma Aleandro, dan vida a una de las secuencias más memorables del film. Por ese trabajo, Villafañe obtuvo una nominación al Cóndor de Plata y fue ganadora en el rubro mejor actriz de reparto en el Festival de Cine de Chicago de 1985.
Ha trabajado en teatro —Cartas de amor dirigida por Oscar Barney Finn y Acaloradas, entre otras—, cine —Nunca estuve en Viena de Antonio Larreta, Vidas privadas de Fito Páez y Extraño de Santiago Loza— y en varios ciclos televisivos incluido su propio programa como arquitecta y decoradora: Estilo Chunchuna.
En el año 2002 actuó en la obra teatral Acaloradas una divertida comedia junto a la actriz y vedette Carmen Barbieri, Andrea Politti y otras actrices.

### Modelaje
Entre 1960 y 1976 protagonizó más de 200 avisos publicitarios en gráfica, y decenas de comerciales por televisión. Rápidamente se transformó en un boom y fue la cara visible de productos que iban desde televisores hasta bancos o bebidas alcohólicas. Incluso creó su propia marca. Se vio obligada a patentarla un día cuando se dio cuenta de que habían salido a la venta juegos de sábanas con su nombre, pero sin su permiso.
Por un lado tenía plasticidad, lograda gracias al baile y a los deportes. Caminaba y posaba muy segura de sí misma. Por otro, un estilo muy sensual, felino, enigmático, junto a la forma del rostro, cuadrado, de ángulos marcados y pómulos agudos, trasuntaban su personalidad fuerte. En una entrevista, Villafañe pidió que los medios no olviden su pelo heredado de su madre, que por lo general en la Argentina se asocia al mundo anglosajón.

## Vida personal
Su apodo proviene de Chonchona, que según cuentan lo tomó de su mamá, a quien llamaban de esa manera y que en uno de los dialectos italianos significa muñeca. 
En una entrevista para Clarín en 2024, Villafañe expresó "Yo entraba a las fiestas última, tratando de esconderme. Sabía el impacto que causaría. Me daba vergüenza y esperaba que hubiera otra gente, no iba sola a ningún lugar". Además también comentó "Hasta los 27, 28, o 29 no tuve sexo. Tuve relaciones por primera vez con Horacio, cuando me casé. Yo tenía sobre el matrimonio la misma idea de las chicas católicas de la época".
En fruto de una relación con el músico Horacio Molina, tuvo dos hijas: Juana (1962-) e Inés (1964-). Tiene una nieta por parte de su hija Juana —Francisca—, nacida en 1994 de su matrimonio con Federico Mayol. 
Después fue pareja del cineasta y político Pino Solanas, luego se casó con Adolfo Chango Lavarello, fallecido en 2010.
Actualmente, Villafañe vive en su casa rodeada de un jardín inglés en la provincia de Buenos Aires. Tiene un perfil bajo y no ha vuelto a aparecer en los medios.

## Televisión
| Año       | Título                            | Personaje                            |
| --------- | --------------------------------- | ------------------------------------ |
| 2017      | En viaje                          | Dora "Ep10: Volver"                  |
| 2011      | Los Sónicos                       | Nina                                 |
| 2009      | Tratame bien                      | Mercedes "Meche"                     |
| 2009      | Dromo                             | Helena "Ep: La almohada"             |
| 2008      | Atracción x4                      | Candela Lezama                       |
| 2006      | Mujeres asesinas 2                | Madre de María "Ep: María, creyente" |
| 2003      | Sol negro                         | Andrea Estévez                       |
| 2001      | Las amantes                       | Antonia                              |
| 1999      | Verano del 98'                    | Genoveva                             |
| 1996-1998 | Verdad consecuencia               | Margarita                            |
| 1990-1991 | Atreverse                         | Perla / Águeda                       |
| 1990      | Di Maggio                         | Julia                                |
| 1988      | El mago                           | Marcela Mejía                        |
| 1987      | Tiempo cumplido                   | Paula Arizmendi                      |
| 1987      | Vinculos                          | Eugenia                              |
| 1986      | Padre, marido y amante            | Carmen                               |
| 1985      | Situación límite                  | Varios                               |
| 1985      | Extraños y amantes                | Micaela                              |
| 1985      | Cuentos para ver                  | Laura                                |
| 1984      | Quinto mandamiento                | Juana Gómez                          |
| 1982      | Por siempre enamorados            | Eugenia Flores                       |
| 1981      | Un paso entre la vida y la muerte | Pilar Segal                          |
| 1980      | Una de nosotras                   | Eleonora                             |
| 1980      | Un extraño retorno                | Diana Demaré / Lucía de Solano       |
| 1979      | Habitación 14                     | Médium                               |
| 1979      | Onda X                            | Emilia                               |
| 1978      | El combate                        | Marilin                              |
| 1977      | Flor de barro                     | Amelia Miguez de Pérez               |
| 1976      | Los años pasados                  | Isabel Santos                        |
| 1976      | Recordar los años                 | Isabel Santos                        |
| 1974      | Presagio de amor                  | Lorena del Villar                    |
| 1972      | La muchacha Preciosa              | Felina                               |
| 1971      | La tierra del fuego               | Eva                                  |
| 1970      | El retrato de Dorian Gray         | Verónica                             |
| 1969      | Martin Garazúa                    | Catalina Elorza                      |
| 1968      | Macaria                           | Macaria Campuzano                    |
| 1967      | La venganza                       | María Olivares / Alejandra Balmaceda |
| 1966      | Extraño en su pueblo              | Sofía                                |
| 1966      | La carrascosa                     | Elena Carrascosa                     |
| 1965      | Criatura                          | Rita                                 |
| 1965      | Rebelion escolar                  | María González                       |
| 1964      | Dicha robada                      | Silvia                               |
| 1963      | Los millonarios                   | Cecilia Fernández                    |
| 1963      | Puente de cristal                 | Laura                                |
| 1962      | Dulce Angel                       | Carolina Santos                      |
| 1961      | De este al oeste                  | Claudia                              |
| 1960      | Doctores y Doctoras               | Dra. Isabel Caballero                |
| 1960      | La noche de princesa              | Alicia Álvarez / Clara               |
| 1959      | Miserables                        | Cosette                              |
| 1958      | Una cancion en el bar             | Judith Arregui                       |
| 1958      | Mi gran epoca                     | Judith Arregui                       |
| 1958      | El decreto                        | Irene                                |
| 1957      | Los nocturnos                     | Hermana de Lucía                     |

## Filmografía
| Año  | Título                         | Personaje         | Notas                    |
| ---- | ------------------------------ | ----------------- | ------------------------ |
| 2017 | Madraza                        | Teresita          |                          |
| 2013 | Asuntos con la abuela          | Abuela            | Cortometraje             |
| 2007 | Durch Himmel und Hölle         | Valerie           | Película para televisión |
| 2003 | Extraño                        | Madre de Ana      |                          |
| 2002 | Micaela, una película mágica   | Abuela de Micaela |                          |
| 2001 | Vidas privadas                 | Sofía Uranga      |                          |
| 1998 | El verdadero poder             | Luisa Córdoba     |                          |
| 1996 | Un territorio escondido        | Clara             |                          |
| 1995 | Historia de desiertos          | Lucrecia          | Cortometraje             |
| 1992 | Algunas mujeres                | Rosario           | Cortometraje             |
| 1991 | El beso del olvido             | Andrea            | Película para televisión |
| 1989 | Nunca estuve en Viena          | Carolina          |                          |
| 1988 | Tiempo de amanecer             | Sara              | Cortometraje             |
| 1986 | Sostenido en La menor          | Estela            |                          |
| 1985 | La historia oficial            | Ana               |                          |
| 1978 | Torito                         | Andrea            |                          |
| 1976 | No toquen a la nena            | Mercedes          |                          |
| 1974 | Por parte de la madre          | Sandra            |                          |
| 1971 | Un guapo del 900               | Laura Gualtieri   |                          |
| 1969 | Ana en problemas               | Mónica            | Cortometraje             |
| 1966 | El galleguito de la cara sucia | Karina            |                          |

## Reconocimientos
- 2003 : Premios de la Asociación de Críticos de Cine Argentino : Cóndor de Plata, Mejor Actriz de Reparto, por Vidas privadas ; Nominada
- 2009 : Premio Martín Fierro a la Mejor Actriz protagonista de miniserie o telefilme por Dromo : Nominada

## Libro
- Chunchuna Villafañe: confesiones de un ícono pop de Virginia Mejía, que se divide en 12 capítulos y tiene 137 páginas, fue editada por Metrópolis Libros (2024). Incluye fotos de avisos publicitarios legendarios, así como imágenes privadas del archivo personal de Villafañe, publicadas por primera vez en este volumen.